# إندرياجيث سوكوماران
إندرياجيث سوكوماران هو ممثل هندي، ولد في 17 ديسمبر 1979 بثيروفانانثابورام في الهند.

## أعمال

### أفلام
- (2015) المذاق

## وصلات خارجية
- إندرياجيث سوكوماران على موقع IMDb (الإنجليزية)
- إندرياجيث سوكوماران على موقع ألو سيني (الفرنسية)
- إندرياجيث سوكوماران على موقع ميوزك برينز (الإنجليزية)
- إندرياجيث سوكوماران على موقع أول موفي (الإنجليزية)
- إندرياجيث سوكوماران على موقع قاعدة بيانات الفيلم (الإنجليزية)
- إندرياجيث سوكوماران على موقع كينوبويسك (الروسية)